# 兵糧
兵糧（ひょうろう、兵粮、軍糧とも）とは、戦争時における軍隊の食糧のこと。日本においては主食である米について論じられる事が多く、兵糧米（ひょうろうまい・兵粮米）などとも呼ばれている。米の他にも、塩や大豆（馬の食糧（馬糧）としても重要視された）などが含まれている。

## 概要
古来から戦場における食料の重要性は語られており、紀元前の兵法書『孫子』の作戦篇には自国から食料を輸送するとコストが高いから、敵から食料を奪うのが良いと説いている。
このような軍が現地の住民から強制的に物資を収集する徴発、軍事力を行使した略奪や押買などは現地住民の反発を買いやすい。そのため、現地政府の要請で現地住民に提供してもらうようお願いする供出や、長期的な戦争になると現地住民の協力が必要となるため高値で取引することもあった。
高値で買い続けるのも軍には負担となるため、現地の住民に戦後きちんとした額を払う約束として軍用手票という臨時通貨で支払いが行わるようになった。この手法は、現地の物資を調達するとともに、戦争に勝たないと紙切れになるため現地住民の応援も得られるものであったが、当然のごとく敗北すると踏み倒しになり国際問題となる。
また、現地から食料を得られないように村落を焼き払う焦土作戦や塩土化という塩を撒いて占領した敵対民族の都市で根絶やしを願う儀式も行われた。

## 日本での歴史
律令時代（古代）
古来から従軍する兵士には兵糧携帯の義務があり、律令法においては糒6斗及び塩2升の自弁が定められていたが、実際には60日分に過ぎず、かつ大量の兵糧携帯は場合によっては行軍の妨げになる可能性もあった。そこで、蝦夷討伐に際しては東国からの調達が許され、『延喜式』においては長門国の公出挙稲4万束が兵粮料として充てることが定められている。また、実際の軍事行動の際には地元有力者からの献納や徴発に頼ることが多かった。
平安末期－鎌倉時代（中世）
中世以後は一国平均役の一環として徴収される例が見られ、特に源平合戦（治承・寿永の乱）においては平家・源氏双方が兵粮米の賦課を行っている。だが、現地における兵粮米の賦課・徴発は兵士による濫妨を招く可能性があった。文治元年（1185年）に源頼朝が守護・地頭の設置求めて文治の勅許を受けると、同時に荘園・国衙領の田1段から兵粮米5升を徴収する権利を得た。だが、国司・荘園領主達の反発が強く、翌年には撤回された。
南北朝－戦国時代（中世）
南北朝時代に入ると、北朝（室町幕府）は 兵粮料所（「半済令」参照のこと）を、南朝は朝用分を設定して兵糧確保にあたった。室町幕府や守護大名の職制では、御蔵奉行が兵糧確保の任務にあたっていたが、戦国時代には、平時より蔵入地を設置して兵粮確保に力を注ぎ、戦時に際して小荷駄奉行とその下に小荷駄隊を設けるのが一般的となった。
上泉信綱伝の『訓閲集』（大江家兵法書を戦国風に改めた書）巻六「士鑑・軍役」の「小荷駄奉行のこと」の項目には兵糧を3つに分類しており、「公儀の糧」（腰につけ、帰る時に食べる）、「主人の糧」（着陣1里前に食べる）、「私の糧」（主人より渡される昼飯で何時でも食べる）と記し、また、上兵には白米、下兵には黒米(≒玄米：当時は「くろまい」ともよんだ)を渡すことなどが記述されている。
敵方城下の兵糧を買い占めるなどして兵糧を断つ戦術を「兵糧攻め」といい（『広辞苑』）、例として『信長公記』には豊臣秀吉が天正9年（1581年）に、鳥取城に行ったことが記されているが、大大名の財源あって可能な戦術であり、逆に商人との交渉で兵糧米の買い入れに失敗した事例としては、永禄7年（1564年）に国府台城の里見義弘・太田康資が商人との交渉で価格が折り合わず、岩槻城向けの兵糧を調達できなかった話がある。直接、城の兵糧庫が攻められた事例としては、長篠の戦い（天正3年/1575年）における長篠城がある（火矢による）。
近世
豊臣政権によって兵農分離が進められると、武士が兵士としての役目を行うことが原則となるとともに兵糧携帯の義務が廃されて、代わりに兵糧の調達・運搬は農民ら領民の義務とされた。また、大名は戦時に備えてあらかじめ米や塩・味噌などの調達・輸送計画を立案してこれに基づいた兵糧調達・購入が行われ、円滑な軍隊動員が行われるようになった。これと同時に現地における兵糧調達は原則として禁止されて濫妨（略奪行為）や刈田は軍律によって厳しく禁じられることになった。
大日本帝国の陸軍給与令の兵食
兵営内で炊爨し、在営中の下士官兵およびその他特に定められた者に給される。
陸軍における兵食の給与量は、平時は主食として精米600g、精麦186g を給し、副食物はその地方の物価その他の状況を顧慮して定められた定額を現在人員に対して部隊に交付し、該部隊において適宜調弁して炊爨調理のうえ給与し、演習あるいは特殊の労務に服する者にはこのほか増賄をなす。
| 糧食および食料 |          |          |          |          |
| 日額           |          |          |          |          |
| 食糧           | 米       | 麦       | 賄料     | 賄料     |
| 食糧           | 精米     | 精麦     | 金額     | 地方区分 |
| 食糧           | 600g     | 186g     | 19銭1厘  | 第一区   |
| 食糧           | 600g     | 186g     | 18銭8厘  | 第二区   |
| 食糧           | 600g     | 186g     | 18銭5厘  | 第三区   |
| 食糧           | 600g     | 186g     | 18銭2厘  | 第四区   |
| 野外増賄料     | 4銭2厘   | 4銭2厘   | 4銭2厘   | 4銭2厘   |
| 増賄料         | 6銭5厘   | 6銭5厘   | 6銭5厘   | 6銭5厘   |
| 夜食料         | 1食分6銭 | 1食分6銭 | 1食分6銭 | 1食分6銭 |

（上の表について）(1)地方区分は、別に定めがある。(2)各区内の賄料は、土地の状況または兵員の多少によって増減することがあるが、1人1日の平均額は、表の金額を超過しない。(3)賄料は、表の金額の範囲内において別に規定するところにより現品で交付することがある。
また拘禁中、留置懲罰中の者には減給の規定がある。
なお平時は上記糧食のかわりに乾パン、缶詰肉などを用いる場合がある。
| 平時食糧換用品 |      |
| 品目           | 数量 |
| 乾パン         | 675g |
| 缶詰肉         | 150g |
| 食塩           | 12g  |
| 醤油エキス     | 18g  |

戦時には給養が確実にするために出征部隊にはすべて現品で定量が支給される。
| 野戦食糧および加給品 |        |                  |                             |                 |                 |                                                              |                 |              |
| 区分                 | 区分   | 区分             | 基本定量                    | 基本定量        | 基本定量        | 代用定量                                                     | 代用定量        | 代用定量     |
| 区分                 | 区分   | 区分             | 品種                        | 1人1日の定量    | 1人1日の定量    | 品種                                                         | 1人1日の定量    | 1人1日の定量 |
| 野戦食糧             | 主食   | 主食             | 精米 精麦                   | 640g 200g       | 640g 200g       | 精米 パン 乾パン                                             | 855g 1020g 675g | うち1種      |
| 野戦食糧             | 副食   | 肉類             | 缶詰肉                      | 150g            | 150g            | 骨付生肉 骨付塩肉 無骨生肉 無骨塩肉 骨付乾燻肉 卵 無骨塩燻肉 | 200g 150g 120g  | うち1種      |
| 野戦食糧             | 副食   | 野菜類           | 乾物                        | 110g            | 110g            | 生肉                                                         | 500g            | 500g         |
| 野戦食糧             | 副食   | 漬物類           | 梅干 福神漬                 | 40g             | うち1種         | 糠漬 塩漬                                                    | 60g             | うち1種      |
| 野戦食糧             | 副食   | 調味料           | 醤油エキス 食塩 粉味噌 砂糖 | 20g 12g 40g 15g | 20g 12g 40g 15g | 醤油 味噌                                                    | 0.1l 75g        | 0.1l 75g     |
| 野戦食糧             | 副食   | 飲料             | 茶                          | 3g              | 3g              |                                                              |                 |              |
| 加給品               | 加給品 | 清酒 火酒 甘味品 | 清酒 火酒 甘味品            | 0.4l 0.1l 120g  | うち1種         |                                                              |                 |              |
| 加給品               | 加給品 | 紙巻煙草         | 紙巻煙草                    | 20本            | 20本            |                                                              |                 |              |

（上の表の野戦食糧について）(1)現地で調弁し得るときは、無骨生肉または卵をそれぞれ260g、骨付生肉を340gまで給することができる。
(2)パンを給する場合は、1食につき砂糖（またはジャム）を35gまで給することができる。
(3)現地調弁の野菜で製造した漬物は、1人1日の定量を100gまでとし、これに要する食塩は適宜使用することができる。
(4)酢、ソースは、醤油と同一割合で換給することができる。
(5)この表のほか所要の香辛料および脂油を給することができる。
(6)特別の状況によって清水の給与を要するときは、飲料および調理用（洗浄その他雑用を含まない）をあわせ1人1日量4lを標準とする。
(7)給与上特別の必要のある場合にかぎりこの表の品種の一部に対し他の品種で換給することができる。その品種定量は戦地の最高等司令官の定めるところによる。
（上の表の加給品について）他の品種で換給する場合にはこの表の品種の価格を標準とする。
さらに状況に応じて一定の増額を行なうほか滞陣間、定量の一部を金額で支給することがある。
また非常の場合には携帯口糧で一時の飢えを凌ぐことになっている。
| 野戦携帯口糧 |              |              |         |
| 品種         | 1人1日の定量 | 1人1日の定量 |         |
| 精米         | 6合          | うち1種      | うち1種 |
| 乾パン       | 180匁        | うち1種      | うち1種 |
| 缶詰肉       | 40匁         | 40匁         |         |
| 食塩         | 3匁          | 3匁          |         |

（上の表について）缶詰肉は騎兵および騎兵隊と行動をともにする部隊の乗馬者は20匁とする。現地で調弁することができるときは野戦糧食の定量まで給することができる。
日本陸軍の身体健康な兵が中程度の兵業に従事した場合の1日の体内消費エネルギー量は平均2769カロリーであり、野外演習、戦闘教練などにおいては5000ないし7000カロリーとされた。
そして諸点を考えると、少なくとも兵1人1日の給与量は3100カロリー以上が必要であるとされた。
陸軍の平時定量は約3160カロリー、戦時定量は3643ないし3797カロリー、携帯口糧（乾パンの場合）は2639カロリーであった。
部隊の給与については、衛生部員ならびに経理委員は廉価で滋養豊富な食品を選択し、品質を毎日検査し、食品の配合ならびに調理法を考究し、時々各人の嗜好を調査考慮して食味の単調を避け、食欲を良好にして兵業に堪え得る立派な体力と健康を保持し、きわめて旺盛な士気を発揚させることに努めなければならないとされた。

## 馬糧

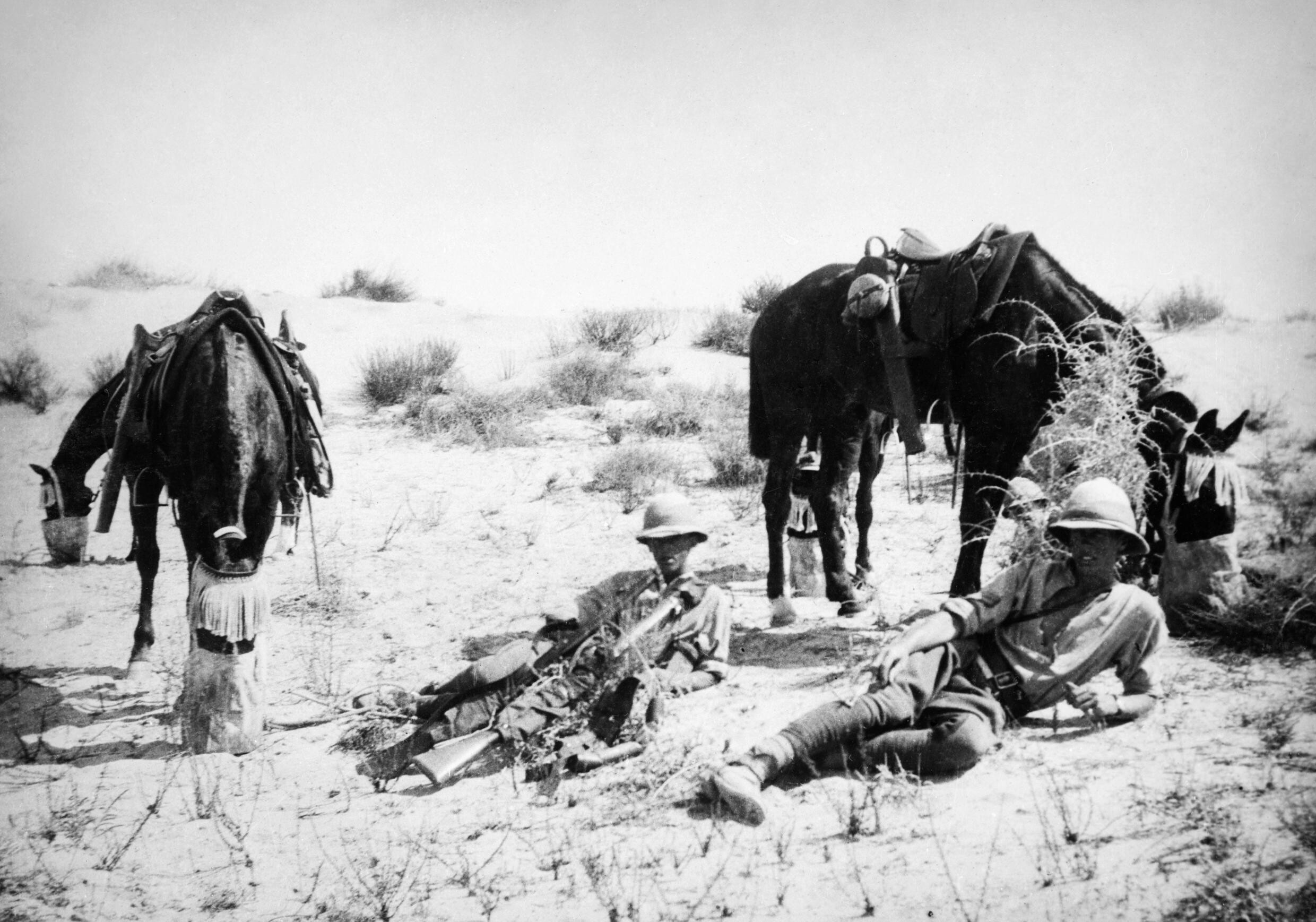
砂漠で馬に餌袋から食料を与えるイギリス陸軍予備軍ヨーマンリー。餌袋は、横取りを防ぎ馬に必要な量を計画的に与えることができる。

ウマは1日10-20kgと兵士の10倍近い量を食べる。また水は1日20-30L飲む。消化器官には少量ずつしか入らないので、必然的に食事の時間も長くなる。道草を食べさせることもできるが、砂漠、食べられた後の放牧地などの進軍ルートでは補給できる量が限られ、そういった場所で活動していた第一次世界大戦中のイギリスの部隊では、もっとも兵站を圧迫した品であった。
馬糧については、軍記物の記述として、米糠・藁・大豆が挙げられる（後述）。一例として、『小田原北条記』巻五「松山合戦（松山城風流合戦）」内の記述として、米糠と藁を馬の糧として出している他、同書巻七の逸話では、戦国時代に「甲斐黒」という馬は1日1斗（明治期の基準では18リットル超）も大豆を食したと語られている（この内容はあくまで和種馬に対する記述である）。また『寛永諸家系図伝』第一（続群書類従完成会）の酒井忠次の記事には、天正12（1584年）年3月17日に、小牧・長久手の戦いにおいて、「士卒に対して、清洲城に行き、兵糧・糠・藁を運送すべしと告げた」と記述され、合戦前に兵糧・馬糧を備えさせた。
近代期の日本軍における軍馬の馬糧に関しては、「糧秣」「携帯糧秣」も参照。
第二次世界大戦時の日本では、国民が総動員されたため、子供も軍馬の馬糧となる干し草作りを課されたとされ、一例として、群馬県東村（現伊勢崎市）では、昭和17年、夏休みとなると、軍馬用の干し草作りを課された。
栄養
1914年ごろに、馬やラバが必要な栄養についてアメリカとイギリスが調査を行っている。

## 世界の兵糧
日本において、出陣と凱旋時に、勝ち栗、打ちアワビ、昆布を（敵に打ち勝ち、よろこぶ）にかけて儀式と共に食べられた。
城の敷地内に、食料や燃料となる食物を育てたり備える例が見られる。熊本城では、庭に銀杏、畳に芋茎、壁に干瓢、堀に蓮根が備えられていた。柿は干し柿にして保存された。栗は勝ち栗ともなり、保存も出来たことから保管された。松は燃料となり、非常食の松皮餅ともなった。梅は食料保存や傷の消毒ともなり奨励された。徳川家康は駿府城に食料となるようにミカンを植えた。米は乾燥させ干飯とした。そして数多くの味噌と、それらを使った兵糧丸が考案された。
ヨーロッパ
- 古代ローマ時代では、bucellatumという乾パン、ベーコン、チーズ、酢など。飲み物には、酢と水を混ぜたポスカ、ワインを飲んでいた[10][11]。
- スパルタ人は、ゆでた豚の足、血、塩、酢で作ったメラス・ゾーモスというスープを主食として食していた。これを食べた裕福な都市の人間は「スパルタ人が死を恐れない理由がわかった。これを食べずに済むようになるからだ。」と述べている[12]。
- 第3回十字軍に出撃したイングランド王リチャード1世（獅子心王）は、オオムギ・ライムギ・豆を粉にしたものを混ぜて焼いた biskit of muslin を兵糧とした[13]。
- 1431年にレーゲンスブルクから出陣した248人分の食料：荷物を運ぶ牛（運んだあとに食料となる）、クラッカーや乾パン、塩漬け食料、ピクルス、ラード、乾燥マメ、チーズ、ビール・ワイン。キリスト教の戒律で肉を食べない日もあったので、乾燥または塩漬けされた魚（特にタラの塩漬けであるバカラオは大航海時代も支える優秀な食料であった。）他、酢、オリーブオイル、コショウ、サフラン、生姜。

十字軍の時代になると、ナツメヤシやレーズンなどのドライフルーツがヨーロッパにもたらされた。
アレキサンダーの遠征
父王ピリッポス2世は、アテナイの軍人クセノポンからヒントを得て、歴史的に初めて戦場への馬車と牛車と家族の帯同を禁止し、歩兵と騎馬に荷（長槍、食料、道具、調理器具、毛布、建築資材、医薬品など40kg以上）を負わせることで、余計な足枷と負担を無くし迅速で機動的な戦力の展開を行えるようにした。アレキサンダー大王も地形の問題や負傷兵が多い場合を除き、父王の戦略を踏襲している。
食料は、小麦、大麦、キビなどの乾燥穀物をパンや粥として食べた。そのほかには、干肉、ナツメヤシやイチジクなどのドライフルーツ、現地調達の肉や貝、果物などである。進軍では、食料の多い地域を優先していたが、砂漠の多いペルシャでの唯一の足枷は水であり、水源から水源へ兵を動かすしかなかった。
大航海時代
火を使えるのは、波がない日に限られ、それ以外の日は火事が起きる可能性があったため禁止された。
食料にウジといった害虫などが出るが、取り切れなかったものはタンパク質として食べられた。カビ・ネズミなどによって食べられなくなることもあったが、食料が尽きてくるとネズミも食べる対象となった。ネズミの糞や食害などの問題があったため、対策スタッフが乗り込む場合もあった。
遭難した場合は、皮製品を煮込んで食料にしたケースもあった。
水は腐ってしまうため、ラム酒などのアルコールの形で保存された。配給のグロッグを飲みすぎて酩酊状態になった状態は「グロッギー」と呼ばれた。
大型の船では、ヤギなどの家畜を生かしたまま載せて様々な用途に使用した。
ゾウガメは、ひっくり返せば逃げず、世話の必要もなく1年近く生きたため、保存食として重宝した（そのため、乱獲され絶滅した種も多い）。
- 初期は、塩漬けした牛肉・豚肉、魚、何度も焼き水分を無くした様々な種類の堅パン、保存に向いたハードチーズ、水の代わりとしてエールビール、グロッグなどのアルコール類
- 1794年ごろ、曜日ごとに決まっており、豆やジャガイモ、カブ、砂糖などを食用とした。壊血病対策には、干しブドウ、ライムのジュースも用いられた。

ナポレオン軍
ナポレオンの時代、「24オンスのパン、0.5ポンドの肉、1オンスの米、または2オンスの乾燥豆またはエンドウ豆またはレンズ豆、1クォートのワイン、ブランデー1ギル（約4分の1パイント）、0.5ギルのビネガー」が配給された。またフランスパンが細長いのは、ナポレオンが兵士のズボンのポケットに入れられるよう作れと命令したためだと言われている。そして、兵糧のためにナポレオンが懸賞をかけて瓶詰が発明された。
たまねぎも食べられており、ナポレオンが擲弾兵に何をパンに擦り付けているか聞いたことから生まれたという行進曲『たまねぎの歌（邦題：クラリネットをこわしちゃった）』がある。
ジャガイモが伝来したことや農業技術の向上により食料に余剰があったため現地で食料調達が可能であったこと、米を導入しパンより軽量で栄養価の高い食料を携行させられたことが行軍速度の上昇となったという説もある。
中国
中国では、兵糧を干粮という。
漢王朝以前や中国北部では、米や小麦に比べて保存が効きやすい黍（キビ）が重宝され、塩・野菜の漬物・発酵漬けされた魚・豆から作った調味料などが加えられた粥（小米粥）として供された。漢王朝以後は、種無しパンが食べられるようになり、そのままだと硬いため、茶やスープと共に食べられるようになった。
明代になると、倭寇が煮炊きの様子から明軍の動きを察知していることに気が付いた戚継光によって、事前に作って置ける真ん中に穴を開けて紐を通して持ち運びが可能な日持ちする乾パン（戚継光の名前から光餅）が開発された。これら乾パンは軍用のみ作られた。
唐・宋になると、焼餅・大餅・麻餅・黍餅・雑餅がたべられた。特に有名な物は「鍋盔餅」である。
中国南部では、黍を食べる習慣が無かったので、干飯が食べられた。
主食以外は悲惨で、味噌と漬物、豆を粉にしたものを茹で乾燥させ固めた物で、新鮮な肉や野菜が無かった。もし村から耕作用の牛を取ってきて食べようとした場合は死罪であった。そのため、肉を手に入れるには、敵や味方であった人間を調理する必要があった。
遠征前には豪勢な宴会が開かれ、牛酒がふるまわれた。
元（モンゴル）では乾燥肉であるボルツが食べられ、牛の膀胱に詰めて携行された。また、食料用の家畜と共に行動し、時には狩りを行った。これらの食料や新鮮な馬の乳は、栄養が豊富であったため兵站を無くし機動的な戦闘を行うのに重宝した。
中東
オスマン帝国時代の常備軍イエニチェリは、トルコ歴史学の研究者Virginia H. Aksanによると「焼きたてのパン、パンが手に入らないときはビスケット。毎日約200グラムの肉（羊肉）、蜂蜜、コーヒー、米、そして馬のための大麦とブルグル」が配給されていたと述べている。
アフリカ
エチオピアのオロモ人は、長旅や遠征の際に、炙ったコーヒー豆をすり潰し、バターを混ぜたビリヤードボール大のボール状食料を革袋に入れて食料とした。
近代
- 缶詰が発明されたあとも、様々な調理技術によってレーションが開発された。
- 1850年代半ばに、艦内でパンが焼けるようになり、1847年に缶詰の牛肉がイギリス軍で正式に食べられるようになった[13]。
- 19世紀になると塩素消毒の技術が確立され、野戦陣地や船上で雨水や生水を消毒して飲むことができるようになった。

## 提供された食事について
- 高濃度アルコール - 歴史的に多くの戦場で登場するが、士気の高揚以外にも、マッサージなどの医薬品としても使用された[23]。フランス軍が置いて行った酒が口に合わないことから体に塗ったのが由来として、17世紀頃からドイツ語の消毒用アルコール（マッサージ用アルコール）は、Franzbranntwein（フランスのブランデー）と呼ばれるようになった[24][25]。
- イギリス軍で供されるベイクドビーンズは、空軍部隊の高空低圧環境下で作業する兵士において、屁や排便が促され、業務に支障が出ることから自粛が行われた[26]。
- ボーア戦争・第一次世界大戦に参加するイギリス軍兵士用のレーション缶詰としてマカノッチーが製造された。イギリス料理の例に漏れず、まずくて悪臭を放ち、冷えた状態は殺人級、これを食べた後のおならは臭いと散々な評価がなされた。
- アメリカ軍用チョコレート（Dレーション） - 1937年からレーションとして配備されているチョコレートである。美味しくすると食べすぎるから硬く不味く作ってある。硬くて歯並びが良い人でも難儀しナイフが使用され、苦すぎて「ヒトラーの秘密兵器」とも呼ばれ、大抵の兵士が嫌がり捨てる人もいた[27]。
- ショカコーラ（Scho-Ka-Kola） - ドイツ軍の軍用チョコレート。大量のカフェイン入りで、ベルリンオリンピック向けのスポーツチョコレートとして開発されたが、開戦後は空軍パイロットの夜間爆撃のお供となった。
- チップトビーフ - 牛肉の塩漬けを薄くスライスにして陰干しした安価に製造できる食品。古くから米軍で提供されている。SOSの略称で呼ばれており、SOSの内容は、Shit on a Shingle（トースト上のクソ）、Save Our Stomachs（我が胃腸を守り給え）等がある。
- Hängolin（ドイツ語版） - ドイツの軍隊や寄宿学校、刑務所で歴史的に使われていると噂される添加物。性機能を抑制し様々なトラブルを無くすためのものだとされる。
- 缶詰練乳 - 保存が効いて輸送もしやすいため、南北戦争時の北軍で重宝され、除隊した兵士からの口コミにより需要が大きく高まった。第一次世界大戦時には、練乳の生産におおくの生乳が割り振られたためチーズ価格の高騰を招いた[28]。
- ヴィーノジェル（イタリア語版）（別名：Tiger blood） - 濃縮ワインを管理しやすいようにゼリー状にしたもの。水分で希釈したり、そのまま食べられた。
- Hitlerszalonna（ハンガリー語版） - ヒトラーのベーコンの意。プラムのような果実から作られた固形ジャム。缶詰の代替品として現在でも様々な名で広く食用とされている。
- アイスクリーム・バージ - 禁酒が敷かれた米軍で酒に代わる嗜好品が求められ、熱帯の太平洋で重宝された筏。
- 水軍料理 - 日本で海賊を行っていた村上水軍で食されていた料理である。八方の敵を平らげるとしてタコを用いた水軍鍋などがある[29]。

日本軍、自衛隊
- 航空自衛隊では、から揚げを空揚げとして縁起を担いで隊員に提供されている[30]。
- 竜田揚げは、軽巡洋艦龍田が発祥という説がある。
- 海上自衛隊では、海上で曜日感覚を失わないように毎週金曜日は海軍カレーが提供される。
- 高田第13師団によって、露営食スキー汁が作られた。
- 間宮羊羹 - 給糧艦間宮で作られていた軍内で人気の高かった商品で、当時のレシピをもとに現在でも作られている。

## 栄養失調
単調な偏った食事に起因する栄養失調になるため、過去には多くの軍で脚気やペラグラ、壊血病などの病気や、抵抗力低下による感染症罹患率の上昇が発生した。飽きて食料を捨ててしまう人もいたので、更に摂取カロリーの低下も招いた。こういった飢餓についての貴重な資料として、ミネソタ飢餓実験が報告されている。
長期の飢餓状態から大量の食べ物を食した場合、リフィーディング症候群と呼ばれる状態を引き起こし、死に至る事例も報告されている。『信長公記』に記述された豊臣秀吉の鳥取城攻めで降伏した際に食料を与えて過半数が死亡した例や、1世紀の歴史家フラウィウス・ヨセフスが西暦70年のエルサレム攻囲戦について記述した『ユダヤ戦記』で「飢えのあと、過度に食べた場合は死亡し、少しずつ食べた人間は生き延びた」事例が知られる。この症例では、食料を与えてから4日以内に発生し、痙攣、心不全、呼吸不全、低リン血症、血糖値・ビタミン・ミネラルの異常、消化器異常、意識障害などが報告されている。

## 文化
ことわざ
- 腹が減っては戦ができぬ
- An Army Marches on Its Stomach（軍は胃袋によって行進する、軍は胃袋によって動く） - 18世紀のプロイセン王フリードリヒ2世、もしくはフランス皇帝ナポレオンが言ったと伝えられる[32]。